# Feels like Home
A Feels like Home Norah Jones indiai származású amerikai énekesnő második albuma, melyet 2004-ben adtak ki. Egy millió példányt adtak el belőle kiadásának első hetén az Egyesült Államokban, és ez volt a második legjobban vásárolt lemez 2004-ben, 4 millió eladott példánnyal. Hollandiában ez volt az év legjobban eladott albuma.  Az album első kislemeze, a "Sunrise" 2005-ben Grammy-díjat kapott a "Legjobb női pop előadás" kategóriában.

## Dalok
1. Sunrise (Lee Alexander, Jones) – 3:21
2. What Am I to You? (Jones) – 3:30
3. Those Sweet Words (Alexander, Richard Julian) – 3:23
4. Carnival Town (Alexander, Jones) – 3:12
5. In the Morning (Adam Levy) – 4:07
6. Be Here to Love Me (Townes Van Zandt) – 3:29
7. Creepin' In (Alexander) (featuring vocals by Dolly Parton) – 3:04
8. Toes (Alexander, Jones) – 3:46
9. Humble Me (Kevin Briet) – 4:37
10. Above Ground (Andrew Borger, Daru Oda) – 3:44
11. The Long Way Home (Kathleen Brennan, Tom Waits) – 3:13
12. The Prettiest Thing (Alexander, Jones, Julian) – 3:52
13. Don't Miss You at All (Duke Ellington, Jones) – 3:08

### Deluxe változat (CD és DVD)
1. In the Morning (DVD)
2. She (DVD)
3. Long Way Home (DVD)
4. Creepin' In (live) (DVD)
5. Sunrise (videóklip) (DVD)
6. What Am I to You? (videóklip) (DVD)
7. Interjú Norah-val (DVD)

## Munkatársak
- Norah Jones – zongora, elektromos zongora, ének, harmónium, Wurlitzer
- Lee Alexander – basszusgitár, elektronikus basszus, akusztikus basszus, lap steel gitár
- Brian Blade – dob
- Andrew Borger – dob, pergődob, box
- Kevin Breit – akusztikus gitár, háttérénekes, banjolin, foot percussion, rezonátor gitár
- Rob Burger – harmónium
- David Gold – brácsa
- Garth Hudson – harmonika
- Adam R. Levy – elektromos gitár
- Daru Oda – háttérénekes
- Dolly Parton – ének

## Külső hivatkozások
- Hivatalos oldal
- What Am I to You? videóklip
- Sunrise videóklip